# ARIA Hall of Fame
L’ARIA Hall of Fame est une institution créée en 1988 par l'organisation professionnelle Australian Recording Industry Association (ARIA) afin d'honorer les chanteurs et musiciens australiens.

## Histoire
L'ARIA Hall of Fame est créé en 1988 afin d'honorer les artistes et producteurs dont la carrière a eu un impact sur l'industrie musicale australienne. Ils sont désignés par un comité de l'ARIA constitué d'une dizaine de personnes. Le rythme initial des nominations est d'environ deux par an. À l'origine, les prix sont remis durant la soirée des ARIA Music Awards. En 2005, l'Australian Recording Industry Association créée une cérémonie indépendante, l'ARIA Icons: Hall of Fame, afin de pouvoir consacrer plus de temps d'antenne aux artistes intronisés. Elle est retransmise par VH1 Australia,.
Rolf Harris est intronisé en 2008, puis exclu du Hall of Fame par l'ARIA en 2014 après avoir été reconnu coupable de plusieurs agressions sexuelles.

## Artistes intronisés
Artistes intronisés par l'ARIA :
| Année | Artistes |
| ----- | --- |
| 1988  | Joan Sutherland, Johnny O'Keefe, Slim Dusty, Col Joye (en), Vanda and Young (en) et AC/DC                             |
| 1989  | Nellie Melba et Ross Wilson (en)                                                                                      |
| 1990  | Percy Grainger et Sherbet                                                                                             |
| 1991  | Billy Thorpe, Glenn Shorrock (en), Don Burrows (en) et Peter Dawson (en)                                              |
| 1992  | Skyhooks |
| 1993  | Cold Chisel et Peter Allen                                                                                            |
| 1994  | Men at Work |
| 1995  | The Seekers |
| 1996  | Australian Crawl et Horrie Dargie (en)                                                                                |
| 1997  | Bee Gees, Paul Kelly et Graeme Bell                                                                                   |
| 1998  | The Masters Apprentices et The Angels                                                                                 |
| 1999  | Richard Clapton (en) et Jimmy Little (en)                                                                             |
| 2000  | aucun |
| 2001  | INXS et The Saints |
| 2002  | Olivia Newton-John |
| 2003  | John Farnham |
| 2004  | Little River Band |
| 2005  | Jimmy Barnes, Smoky Dawson, Renée Geyer (en), Normie Rowe (en), Split Enz, The Easybeats, Hunters & Collectors        |
| 2006  | Daddy Cool, Divinyls, Icehouse, Helen Reddy, Rose Tattoo, Lobby Loyde (en) et Midnight Oil                            |
| 2007  | Frank Ifield, Hoodoo Gurus, Marcia Hines (en), Jo Jo Zep and the Falcons (en), Brian Cadd, Radio Birdman et Nick Cave |
| 2008  | Dragon (en), Russell Morris (en), Max Merritt (en), The Triffids et Rolf Harris                                       |
| 2009  | Kev Carmody (en), The Dingoes (en), Little Pattie (en), Mental As Anything (en) et John Paul Young                    |
| 2010  | The Church, Models (en), Johnny Young (en), John Williamson et The Loved Ones                                         |
| 2011  | Kylie Minogue et The Wiggles                                                                                          |
| 2012  | Yothu Yindi |
| 2013  | Air Supply |
| 2014  | Molly Meldrum (en) et Countdown                                                                                       |
| 2015  | Tina Arena |
| 2016  | Crowded House |
| 2017  | Daryl Braithwaite (en)                                                                                                |
| 2018  | Kasey Chambers |
| 2019  | Human Nature (en) |
| 2020  | Archie Roach |
| 2021  | aucun |
| 2022  | aucun |
| 2023  | Jet |
| 2024  | Missy Higgins |